# Dominique Lecointe
Pour les articles homonymes, voir Lecointe.
Dominique Lecointe, né le 22 mars 1957 à Boulogne-sur-Mer, est un rameur d'aviron français.

## Carrière
Il est médaillé de bronze en deux sans barreur avec Jean-Claude Roussel aux Championnats du monde d'aviron 1978 à Hamilton. 
Il participe à quatre éditions des Jeux olympiques (1980, 1984, 1988 et 1992), sans obtenir de médaille.